# Folk punk
Folk punk (v počátcích známý jako rogue folk) je žánr, který v sobě spojuje folk a punk rock. Popularizován byl počátkem 80. let ve Velké Británii skupinou The Pogues a v USA skupinou Violent Femmes. V současnosti dosáhly odvozené styly Keltský punk a Gypsy punk většího komerčního úspěchu.

## Charakteristika
Na rozdíl od Keltského punku a elektrického folku, obsahuje folk punk ve svém repertoáru relativně málo tradiční hudby. Většina folkpunkových interpretů hraje své vlastní kompozice v punkrockovém stylu, ale s použitím dalších folkových nástrojů jako mandolíny, akordeonu, banja a houslí.